# Henry Janeway Hardenbergh

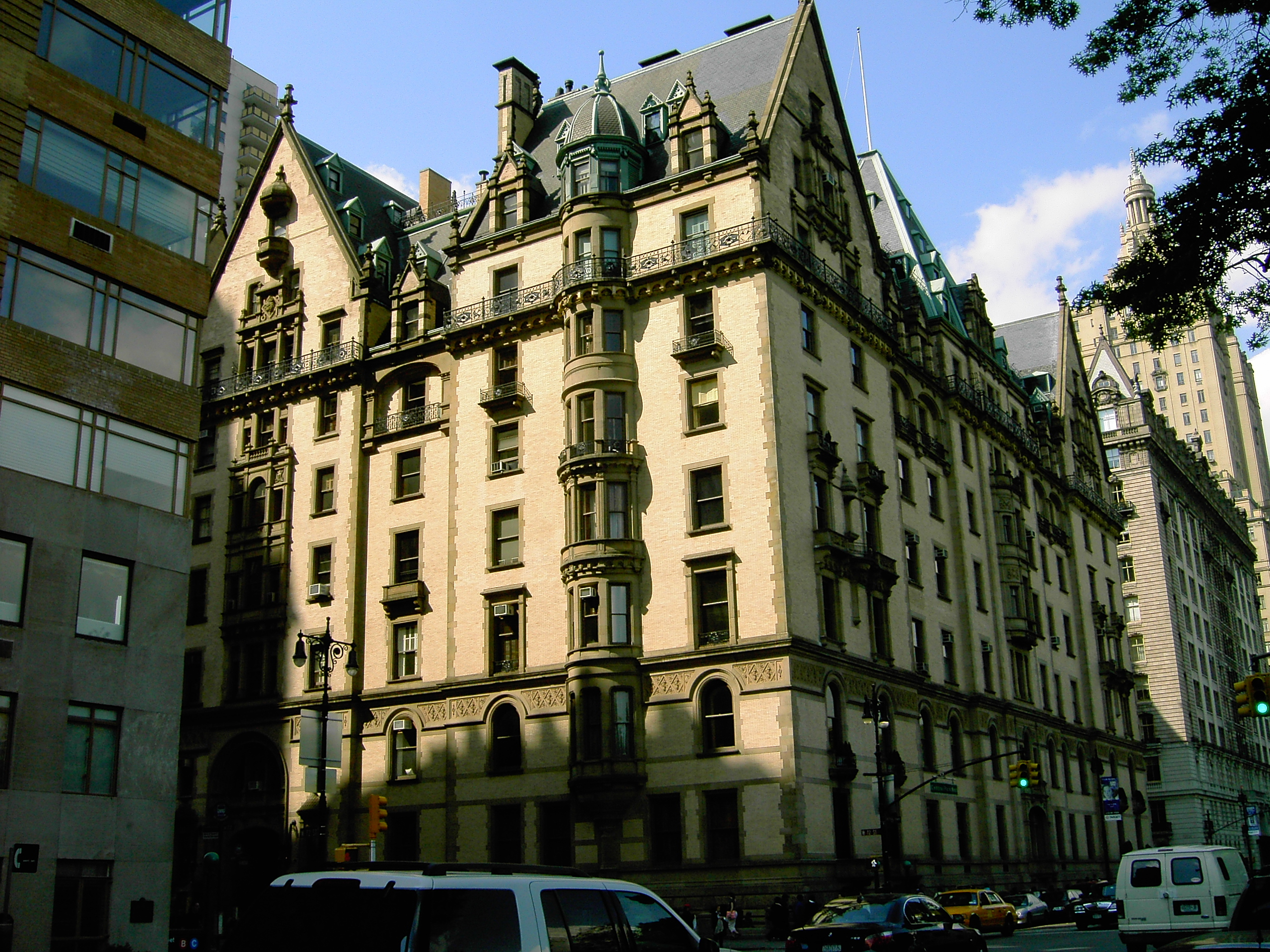
The Dakota, New York

Henry Janeway Hardenbergh (* 6. Februar 1847 in New Brunswick im US-Bundesstaat New Jersey; † 18. März 1918 in New York City) war ein amerikanischer Architekt. Zu seinen bekanntesten Werken gehörten das Dakota-Building und das Plaza Hotel in Manhattan.

## Leben
Hardenbergh ließ sich 1871 als selbstständiger Architekt nieder, nachdem er zuvor fünf Jahre lang in einem New Yorker Architekturbüro seine Ausbildung erhielt. Seinen ersten Auftrag erhielt er für das Rutgers College in New Brunswick. Bei der Auftragsvergabe war die Tatsache, dass sein Großvater Jacob Rutsen Hardenbergh der erste Präsident dieser Institution war, vermutlich mit ausschlaggebend.

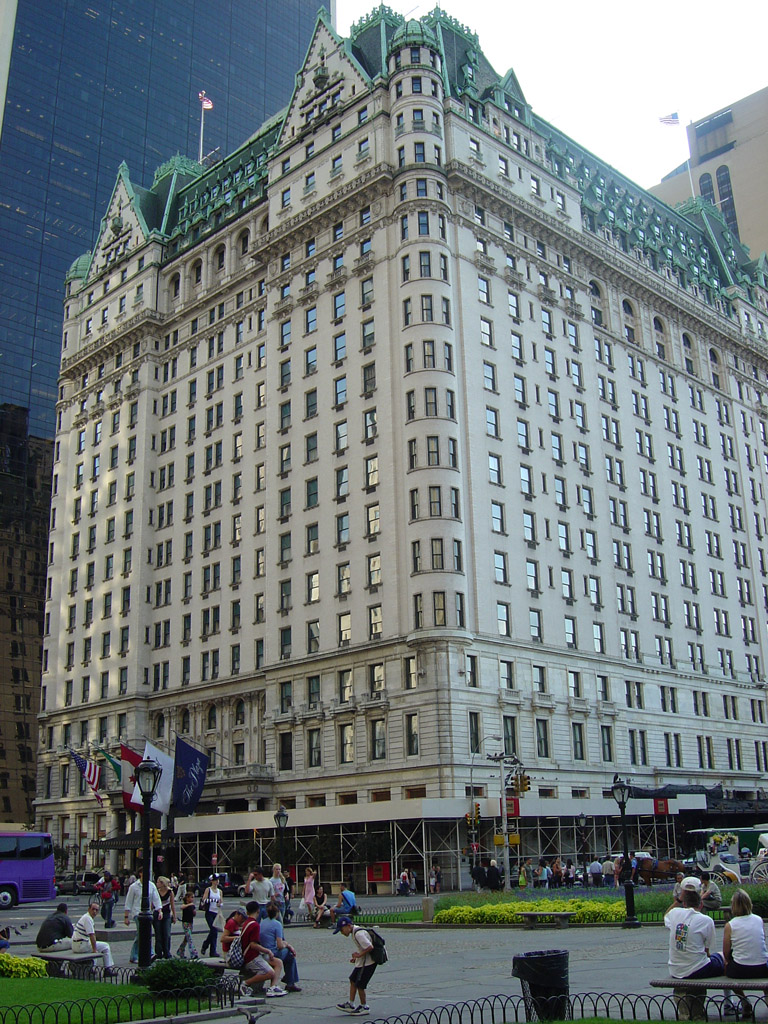
The Plaza Hotel

Die Beziehung zu Edward Clark, dem Präsidenten und Mehrheitsaktionär der Singer Manufacturing Company, erwies sich in den Folgejahren als besonders vorteilhaft. Zunächst entwarf er den Kingfisher Tower im Otsego Lake nahe Cooperstown. Dieser 1876 im Stil der Neugotik und Rheinromantik gestaltete Aussichtsturm befindet sich auf dem Landsitz der Clarks. Als Nächstes erhielt Hardenbergh den Auftrag zum Bau für Clark Hall, einem Gebäude des Geologischen Institutes des Williams College in Williamstown im US-Bundesstaat Massachusetts. Dieses Gebäude für Clarks ehemalige Universität wurde 1880 eingeweiht, jedoch bereits 1907 wieder abgerissen. Den letzten und größten Auftrag erteilte Edward Clark im Oktober 1880 mit dem Bau des Dakota-Building in New York City. Das Gebäude nimmt die gesamte Blockfront zwischen 72. und 73. Street am westlichen Central Park ein und enthält wiederum Stilelemente der Neugotik. Der Bau eines Apartmenthauses mit Luxuswohnungen war damals ein völlig neues Konzept und machte Hardenbergh zum Spezialisten für Apartmenthäuser und Hotels der Luxusklasse. Edward Clark starb bereits 1882, so dass sein Enkel Edward Severin Clark das Gebäude noch vor der Fertigstellung 1884 erbte.
Mit den Bauten des Waldorf Hotel 1893 für William Waldorf Astor und des Astoria Hotel 1897 für John Jacob Astor IV schuf Hardenbergh die bekannten Vorläuferbauten des heutigen Hotels Waldorf Astoria. Diese Gebäude mussten jedoch 1929 für den Neubau des Empire State Building weichen. Zu den heute noch existierenden Gebäuden gehört das The Plaza Hotel am New Yorker Central Park und das Copley Plaza Hotel in Boston.
Zum Spätwerk von Hardenbergh gehört das Palmer Stadium der Princeton University in Princeton in seinem Heimatstaat New Jersey.
1908 wurde Hardenbergh in die American Academy of Arts and Letters aufgenommen. 1910 wurde er zum assoziierten Mitglied (ANA) der National Academy of Design gewählt.

## Gebäude
- Kirkpatrick Memorial Chapel, New Brunswick (New Jersey), erbaut 1873
- Kingfisher Tower, Cooperstown (New York), erbaut 1876
- Dakota-Building, New York City, erbaut 1882.
- Waldorf Hotel, New York City, erbaut 1893, abgerissen 1931
- Astoria Hotel, New York City, erbaut 1896, abgerissen 1931
- The Plaza Hotel, New York City, erbaut 1905 bis 1907.
- Copley Plaza Hotel, Boston, erbaut 1912
- Palmer Stadium, Princeton (New Jersey), erbaut 1914, abgerissen 1997